# Strong City (Kansas)
Strong City és una població dels Estats Units a l'estat de Kansas. Segons el cens del 2000 tenia 584 habitants.

## Demografia
Segons el cens del 2000, Strong City tenia 584 habitants, 247 habitatges, i 163 famílies. La densitat de població era de 417,6 habitants/km².
Dels 247 habitatges en un 28,7% hi vivien nens de menys de 18 anys, en un 49,4% hi vivien parelles casades, en un 9,3% dones solteres, i en un 34% no eren unitats familiars. En el 30,8% dels habitatges hi vivien persones soles el 13% de les quals corresponia a persones de 65 anys o més que vivien soles. El nombre mitjà de persones vivint en cada habitatge era de 2,36 i el nombre mitjà de persones que vivien en cada família era de 2,9.
Per edats la població es repartia de la següent manera: un 25% tenia menys de 18 anys, un 8,9% entre 18 i 24, un 26,4% entre 25 i 44, un 24,3% de 45 a 60 i un 15,4% 65 anys o més.
L'edat mediana era de 38 anys. Per cada 100 dones de 18 o més anys hi havia 104,7 homes.
La renda mediana per habitatge era de 30.192 $ i la renda mediana per família de 35.833 $. Els homes tenien una renda mediana de 23.523 $ mentre que les dones 20.938 $. La renda per capita de la població era de 13.807 $. Entorn del 5,8% de les famílies i el 14,9% de la població estaven per davall del llindar de pobresa.

## Poblacions més properes
El següent diagrama mostra les poblacions més properes.